# 体操協会 (イングランド)
体操協会（たいそうきょうかい、Gymnastic Society）とは、18世紀にロンドンを本拠地としていたサッカーとレスリングの複合スポーツクラブ。非公式の世界最古のサッカークラブという声もある。

## 背景
クラブは「好きなスポーツの実践と育成」を目的に二人のイングランド人によってロンドンに設立された。

## 歴史

### サッカー
テムズ川の南にあるケニントンパークという場所でチーム間で定期的に試合が行われていた。近くには世界初のサッカー国際試合イングランドVSスコットランドの試合が行われたジ・オーバルがある。第1回FAカップの決勝会場となったこともある。
最後のサッカーの試合は1796年と言われているものの1800年まで続いたといった意見もあり定かではない。
「体操協会」(英語:Gymnastic Society)という名は今日でもイングランド国内のスポーツ団体によく使われている。元々体操という言葉の意味は体を動かす運動の総称。

### レスリング
ロンドンのイズリントン区内のペントンヴィルという地域で行われていた。